# Centaur (Raketenoberstufe)

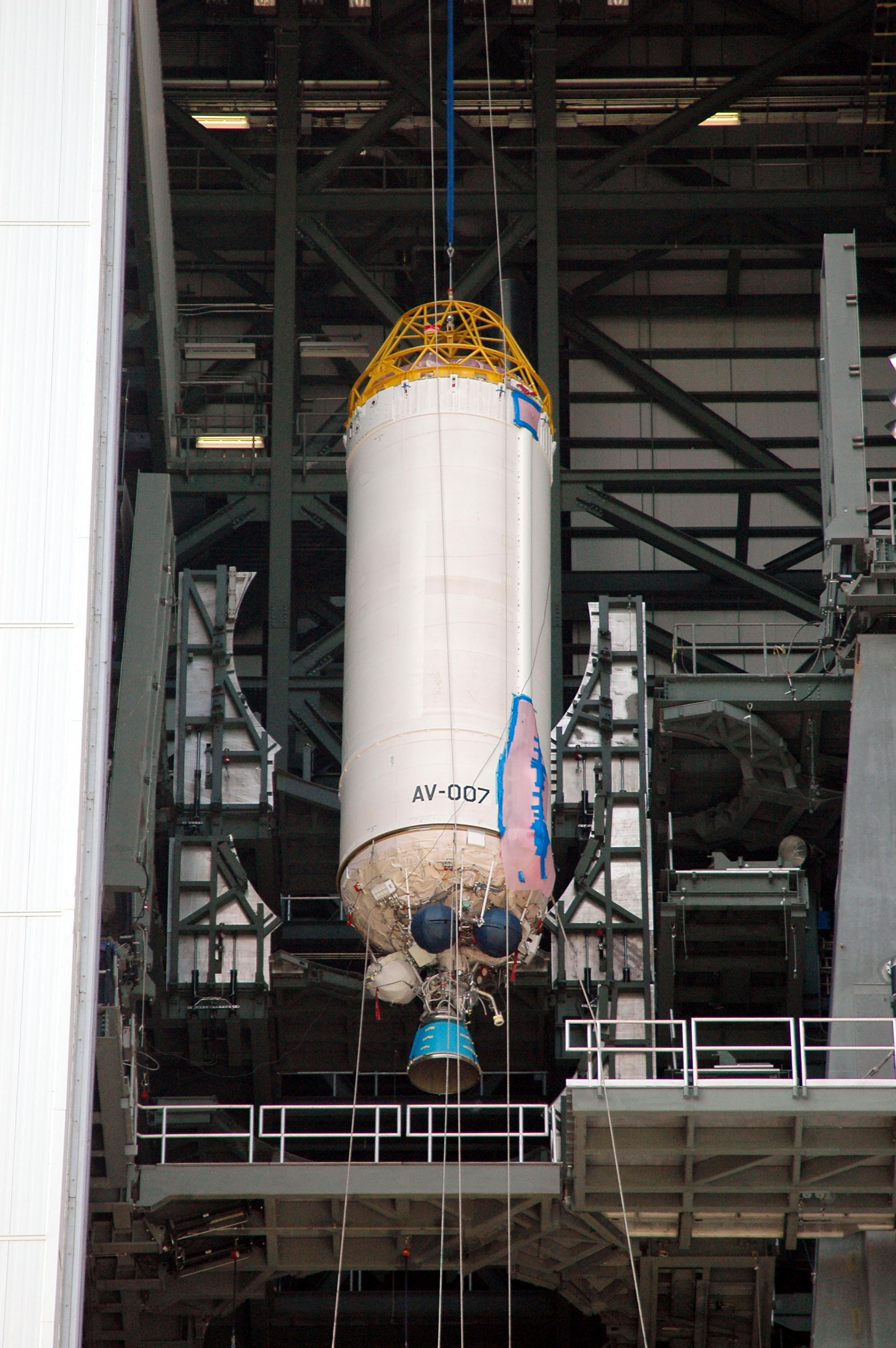
Eine Single-Engine-Centaur-Oberstufe der Atlas V

Centaur ist die Bezeichnung einer mit flüssigem Wasserstoff und flüssigem Sauerstoff (LH2/LOX) angetriebenen Raketenstufe, die häufig mit der Atlas-Rakete (Atlas-Centaur) und der Titan-Rakete (Titan-Centaur) verwendet wurde. Ein geplanter Einsatz mit dem Space Shuttle wurde nach der Challenger-Katastrophe aus Sicherheitsgründen (aufgrund des hochexplosiven Treibstoffs der Centaur) verworfen. Seit 2002 wird die Centaur mit der Atlas V eingesetzt und seit 2024 mit deren Nachfolger Vulcan.
Die Centaur wurde seit 1959 von einem Team unter der Leitung von Krafft Ehricke entwickelt und ist die weltweit erste Raketenstufe, die flüssigen Wasserstoff und flüssigen Sauerstoff als Treibstoff verwendete. Sie wird seit 1963 eingesetzt. Die Centaur-Stufe verfügt über ein eigenes Steuersystem und ist mehrfach zündbar. Sie wird von dem RL10-Triebwerk von Aerojet Rocketdyne angetrieben. Ursprünglich wurde die Centaur-Stufe stets von zwei RL10-Triebwerken angetrieben, jedoch kommen bei den Atlas-III- und Atlas-V-Raketen hauptsächlich Versionen mit nur einem Triebwerk (Single Engine Centaur, SEC) zum Einsatz, was die Leistungsfähigkeit für geostationäre Transferorbits optimiert. Nur für den Start des schweren Raumschiffs CST-100 Starliner in eine suborbitale Transferbahn wird weiterhin die Version mit zwei Triebwerken (Dual Engine Centaur, DEC) verwendet.